# Sveinbergeïta
La sveinbergeïta és un mineral de la classe dels silicats, que pertany al grup de la devitoïta. Rep el nom en honor de Svein Arne Berge (n. 1949), un conegut mineralogista i col·leccionista aficionat que ha contribuït significativament a la mineralogia de les pegmatites alcalines del complex plutònic de Larvik, a Noruega, i que va ser el primer a trobar el mineral el 1987.

## Característiques
La sveinbergeïta és un silicat de fórmula química Ca(Fe2+₆Fe3+)Ti₂(Si₄O₁₂)₂O₂(OH)₅(H₂O)₄. Va ser aprovada com a espècie vàlida per l'Associació Mineralògica Internacional l'any 2010. Cristal·litza en el sistema triclínic. La seva duresa a l'escala de Mohs és 3.
Segons la classificació de Nickel-Strunz, la sveinbergeïta pertany a «09.DC - Inosilicats amb ramificacions de 2 cadenes senzilles periòdiques; Si₂O₆ + 2SiO₃ Si₄O₁₂» juntament amb els següents minerals: astrofil·lita, hidroastrofil·lita, kupletskita, lobanovita, niobofil·lita, zircofil·lita, kupletskita-(Cs), niobokupletskita i nalivkinita.

## Formació i jaciments
Va ser descoberta a Buer, Vesterøya, dins el municipi de Sandefjord (Vestfold, Noruega). Es tracta de l'únic indret de tot el planeta on ha estat descrita aquesta espècie mineral.